# الردى (الشعر)
الردي هي إحدى قرى عزلة الأ ملؤك بمديرية الشعر التابعة لمحافظة إب، بلغ تعداد سكانها 782 نسمة حسب تعداد اليمن لعام 2004.